# 新海峽時報
《新海峡时报》（英語：New Straits Times）是馬來西亞的一份英文报纸。它是马来西亚現存歷史最久的报纸之一，前身是1845年7月15日发行的海峡时报。1974年8月13日，马来西亚版脫離海峽時報並更名为新海峡时报。
该报在2005年4月18日停止以大報發行前是马来西亚唯一以大报方式發行的英文报纸，在2004年9月1日開始以紧凑版发行。目前，《新海峡时报》在马来西亚半岛的零售价为1.50令吉（约合37美分）。
自2019年1月2日起，该报的集团编辑是Rashid Yusof。2020年，路透社研究所对14家马来西亚媒体进行了一项调查，该报被列为最值得信赖的报纸第五名。新海峡时报被认为是马来西亚的權威報刊之一。